# Špreva
Špreva (njemački: Spree, lužičkosrpski: Sprjewja, češki: Spréva) je rijeka u Njemačkoj i Češkoj, koja protječe kroz Sasku, Brandenburg i Berlin.

## Opis
Pritoka je rijeke Havela. Duga je 400 km. Izvor je smješten ispod Lužičkih brda (Lausitzer Bergland) na granici s Češkom. Donji tok rijeke prolazi kroz središte Berlina, da bi se u zapadnim četvrtima grada ulila u rijeku Havel.

## Vanjske poveznice
|  | Zajednički poslužitelj ima još gradiva o temi Špreva |